# 第31回ボストン映画批評家協会賞
31st BSFC Awards

2010年12月11日

作品賞: 

ソーシャル・ネットワーク
第31回ボストン映画批評家協会賞（だい31かいボストンえいがひひょうかきょうかいしょう）は、ボストン映画批評家協会が2010年の映画に贈る賞である。2010年12月11日に発表された。

## 受賞一覧
- 主演男優賞:
  - ジェシー・アイゼンバーグ – 『ソーシャル・ネットワーク』

- 主演女優賞:
  - ナタリー・ポートマン – 『ブラック・スワン』

- アニメ映画賞:
  - 『トイ・ストーリー3』

- キャスト賞: 
  - 『ザ・ファイター』

- 撮影賞: 
  - ロジャー・ディーキンス – 『トゥルー・グリット』

- 監督賞: 
  - デヴィッド・フィンチャー – 『ソーシャル・ネットワーク』

- ドキュメンタリー映画賞: 
  - Marwencol

- 編集賞:
  - アンドリュー・ワイスブラム – 『ブラック・スワン』

- 作品賞:
  - 『ソーシャル・ネットワーク』

- 外国語映画賞: 
  - 『母なる証明』 -  韓国

- 新人映画人賞:
  - ジェフ・マルンバーグ – Marwencol

- 脚本賞: 
  - アーロン・ソーキン – 『ソーシャル・ネットワーク』

- 助演男優賞: 
  - クリスチャン・ベール – 『ザ・ファイター』

- 助演女優賞: 
  - ジュリエット・ルイス – 『ディア・ブラザー』

- 音楽賞:
  - トレント・レズナー、アッティカス・ロス - 『ソーシャル・ネットワーク』